# Friedenskirche (Hörstel)

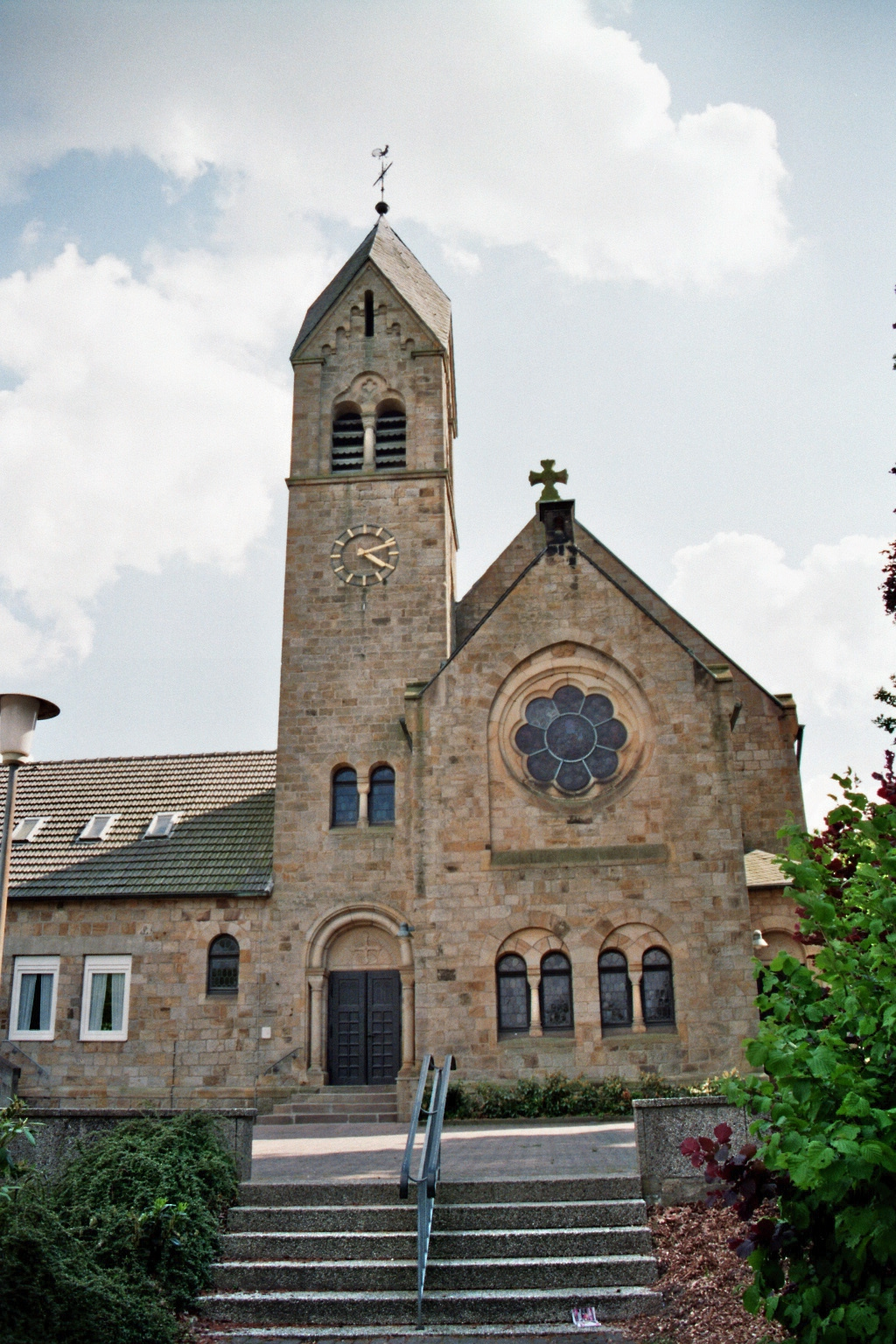
Johanneskirche Laggenbeck

Die Friedenskirche ist die evangelische Gemeindekirche von Hörstel, einer Stadt im Tecklenburger Land des Kreises Steinfurt (Nordrhein-Westfalen). Die Gemeinde gehört dem Kirchenkreis Tecklenburg der Evangelischen Kirche von Westfalen an.

## Geschichte
Aufgrund der wirtschaftlichen Entwicklung von Hörstel in der zweiten Hälfte des 19. Jahrhunderts siedelten sich hier auch Einwohner evangelischer Konfession an. Nachdem ihre Gottesdienste zunächst in Privatwohnungen, auf der örtlichen Glashütte oder im Wartesaal des Bahnhofs gefeiert worden waren, erhielt die Gemeinde 1901 nach Plänen des Architekten Karl Siebold ein eigenes Kirchengebäude.

## Architektur
Das  Bauwerk wurde als Saalkirche in den Formen des romanisch-gotischen Übergangsstils in Ibbenbürener Sandstein errichtet. Dem Kirchenschiff ist eingangsseitig ein Vorbau vorgesetzt, der die ursprüngliche Orgelempore enthielt und dem seitlich als Bindeglied zu dem anschließenden Trakt mit den Gemeinderäumen der von einem Rautendach bekrönte Kirchturm angefügt ist. Das Kirchenschiff weist dreiteilig gestaffelte Fenstergruppen, das Emporenjoch ein Achtpassfenster auf.
In den Jahren 1968/71 wurde der Chorraum der Kirche erweitert und dabei über den gesamten Kirchenraum eine gefaltete Holzdecke eingezogen.

## Ausstattung
Der Kirchenraum hat in Teilen die von Joseph Campani entworfene liturgische Ausstattung der Erbauungszeit bewahrt. Von ihm stammen der Sandsteinaltar, die steinerne Kanzel und der pokalförmige Taufstein sowie das Portaltympanon am Außenbau.
Die Fensterrose der Fassade enthält eine Darstellung des Segnenden Christus aus der Glasmalereianstalt Ferdinand Müller in Quedlinburg ausgeführt.